# Helen Knight
(Elsie) Helen Knight (née Weil) (Swiss Cottage,Reino Unido, 24 de noviembre de 1899 - Melbourne 1984) fue una filósofa británica. Fue una de las pocas mujeres activas en los primeros días de la estética analítica.

## Biografía
Knight nació en Swiss Cottage y asistió a Fremarch School, Hampstead. Comenzó su licenciatura en Bedford College, Londres, antes de llegar a la Universidad de Cambridge.
En 1921 estudió la Parte II de Ciencias Morales  y en 1923 obtuvo su título. De 1923 a 1925 fue estudiante de investigación en Newnham College y después parece que se tomó un descanso de la filosofía académica hasta 1932 cuando volvió a Newnham como becaria de investigación Sarah Smithson. Obtuvo su doctorado en 1935. 
Durante la guerra fue directora de la Junta de Comercio, un puesto que había sido ocupado temporalmente por su compañera filósofa Margaret MacDonald.También enseñó inglés en un internado independiente para niñas, North Foreland Lodge en Kent desde 1942 hasta 1949.

## Carrera profesional
Knight fue miembro de uno de los selectos grupos al que Ludwig Wittgenstein dictó Los cuaderno azul y marrón en la década de 1930. En ellos describe la transición en el pensamiento de Wittgenstein entre sus dos obras principales, Tractatus Logico-Philosophicus e Investigaciones filosóficas .
En 1922 Knight se convirtió en miembro de la Sociedad Aristotélica y estuvo en su Comité Ejecutivo durante varios períodos. También fue investigadora en Estética en Cambridge, entre 1935 y 1941, y durante este periodo publicó artículos ocasionales sobre estética en diferentes revistas filosóficas como Mind, Philosophy y otras.
En 1945 se dirigió a la Sociedad Aristotélica hablando sobre el Women's Graduate Club en Cambridge y a juzgar por el calibre de los copresentadores, ponentes y comentaristas de sus trabajos su trabajo fue admirado y tomado en serio.
En 1949 Knight emigró a Australia, donde fue tutora de literatura inglesa en Janet Clarke Hall, Universidad de Melbourne, hasta la década de 1960.
Murió en 1984 en Melbourne, Australia, a los 84 años.

## Publicaciones
Aunque publicó escasamente, su trabajo fue bien recibido y sigue siendo incluido en antologías modernas de estética.
- Helen Knight (1930). Experiencia estética en el arte pictórico . El monista 40 (1): 74-83.
- Helen Knight (1930). Forma sensorial en el arte pictórico . Actas de la Sociedad Aristotélica 31: 143 - 160.
- Helen Knight (1931). Filosofía en Alemania . Filosofía 6 (23): 370 - 376.
- Helen Knight (1936). Stout en universales . Mente 45 (177): 45-60.
- Helen Knight (1935). El uso de lo "bueno" en los juicios estéticos . Actas de la Sociedad Aristotélica 36: 207 - 222.